# مادر ویسلر
«طرحی از خاکستری و مشکی» یا «مادر نقاش» که به اصطلاح مادرِ ویسلر (Whistler's Mother) نامیده می‌شود، کاری است از نقاش آمریکایی «جیمز مک‌نیل ویسلر» (۱۸۳۴ - ۱۹۰۳ میلادی) که در سال ۱۸۷۱ و با رنگ روغن بر روی بوم کتان کشیده شده‌است.
این اثر در لندن و زمانی کشیده شد که مادر نقاش جای زن دیگری که به عنوان مدل قرار بود به خانه آنها بیاید و تأخیر داشت، قرار گرفت. این اثر برای نخستین بار در نمایشگاه آکادمی سلطنتی هنر در لندن به سال ۱۸۹۱ مورد بازدید عموم واقع شد که به ظاهر به خاطر نامگذاری فقط «طرح» بر روی اثر، مورد توجه جامعه هنری حساس بریتانیا در دوران ویکتوریایی قرار نگرفت، بنابراین عنوانی توضیحی به نام «پرتره‌ای از مادر نقاش» به اثر اضافه شد. بعدها این اثر مورد تقلید بسیاری از نقاشان تبعیدی آمریکایی در اروپا قرار گرفت و عدم برخورد مناسب آکادمی سلطنتی هنر با این قضیه، ارزش هنری این ارگان را برای نقاش و بسیاری دیگر از هنرمندان اروپایی در سالهای پایانی هنر ویکتوریایی تا حدود زیادی کاهش داد.
امروزه از این اثر به عنوان نمادی از هنر مدرن آمریکایی نام برده می‌شود.